# محمد تنگستانی
محمد تنگستانی (زاده سوم آذر ۱۳۶۰ آبادان) شاعر، نویسنده و روزنامه‌نگار ایرانی است. او با رسانه‌هایی همچون ایران وایر همکاری داشته‌است.

## زندگی
محمد تنگستانی در سوم آذر ۱۳۶۰ از پدری کارمند و مادری فرهنگی در این شهر به دنیا آمد.
او پس از انتخابات ریاست جمهوری ایران، خرداد ۱۳۸۸ به ترکیه رفت و سپس در کشور بلژیک پناهنده شد.
این روزنامه‌نگار در سال‌های گذشته در حوزه سانسور و خودسانسوری در فرهنگ و هنر ایران گفت‌وگوهایی را به سفارش سایت «خبرنگاری جرم نیست» و «ایران وایر» تهیه و منتشر کرده‌است.

## آثار و فعالیت‌ها

### مجموعه اشعار
- من روی مینی به نام تو بود افتاد. پاندا. ۴۰ صفحه. شابک 9-03-8644-978[۴]
- فیلم کوتاه. نشر پاریس[۵]
- امیر زهرا. نشر اچ‌انداس شابک 9781780834146[۶]

### مصاحبه‌ها
- شهروند جهان
- این سانسور لعنتی

### گردآوری
- قیام خستگان

## حواشی

### حکم ارتداد
تنگستانی ادعا کرده که مکارم شیرازی، مرجع شیعه، در پاسخ به استفتایی، به دلیل «توهین به مقدسات»، او را «مرتد» و مطالعه نوشته‌هایش را «حرام» اعلام کرده‌است. بعد از این استفتاء، شیرین عبادی حقوق‌دان، مازیار بهاری، مدیر سایت «ایران‌وایر»، و نیز نهادهایی مانند «سازمان حقوق بشر ایران» و «بنیاد سیامک پورزند» این اقدام را محکوم کردند و از مقامات بلژیک خواستند اقدامات امنیتی را فراهم کنند.

### اتهام آزار جنسی
در ماه مارس سال ۲۰۲۱ ویدیویی از تنگستانی در فضای مجازی منتشر شد که در آن یک شاعر زن را از برنامه‌اش به علت پوشیدن روسری بیرون کرده بود. این ویدیو واکنش‌هایی منفی به دنبال داشت. سپس جنبش من هم در ایران به انتشار توییت‌ها و روایت‌های تعداد زیادی از زنانی پرداخت که در آنها ادعای آزار جنسی توسط محمد تنگستانی مطرح شده بود. عمدهٔ این روایت‌ها او را به سوءاستفاده جنسی از دختران روزنامه‌نگار و زنان پناهجو متهم می‌کردند.
در واکنش به این اتهامات، خبرگزاری «ایران وایر» اعلام کرد که «با توجه به مطرح شدن روایت‌هایی دربارهٔ آزار از سوی یکی از همکاران ایران وایر در شبکه‌های اجتماعی، این رسانه تصمیم گرفته همکاری خود را با فردی که متهم به آزار است تا اطلاع ثانوی تعلیق کند»